# Liste der denkmalgeschützten Objekte in Niederwölz
Die Liste der denkmalgeschützten Objekte in Niederwölz enthält die 6 denkmalgeschützten, unbeweglichen Objekte der österreichischen Gemeinde Niederwölz im steirischen Bezirk Murau.

## Denkmäler
| Foto |                 | Denkmal                                                                              | Standort                                  | Beschreibung | Metadaten |
| ---- | --------------- | ------------------------------------------------------------------------------------ | ----------------------------------------- | --- | --- |
| ja   | Datei hochladen | Kath. Pfarrkirche hl. Maximilian mit ehem. Friedhof HERIS-ID: 51701 Objekt-ID: 57431 | bei Dorfstraße 15 Standort KG: Niederwölz | Der romanische rechteckige Langhausbau mit einem Chorquadrat wurde 1447 mit einem gotischen Chor mit einem Fünfachtelschluss erweitert. Über dem Chorquadrat als Turmjoch ist ein Kreuzrippengewölbe mit einem runden Schlussstein erhalten. Der gedrungene Chorquadratturm trägt ein Zeltdach. Das Gewölbe des Langhauses wurde barockisiert. | BDA-Hist.: Q38046940 Status: § 2a Stand der BDA-Liste: 2025-06-30 Name: Kath. Pfarrkirche hl. Maximilian mit ehem. Friedhof GstNr.: .25 Pfarrkirche Niederwölz |
| ja   | Datei hochladen | Murtalbahnbrücke HERIS-ID: 89951 Objekt-ID: 104620                                   | Niederwölz Standort KG: Niederwölz        | Anmerkung: Die Eisenbahnbrücke überquert die Mur, die hier die Grenze zur Gemeinde Teufenbach bildet, wo die andere Hälfte der Brücke ebenfalls unter Denkmalschutz steht. | BDA-Hist.: Q37743804 Status: § 2a Stand der BDA-Liste: 2025-06-30 Name: Murtalbahnbrücke GstNr.: 742, 713/1, 713/4 Murtalbahnbrücke Niederwölz-Teufenbach      |
| ja   | Datei hochladen | Pfarrhof HERIS-ID: 51700 Objekt-ID: 57430                                            | Niederwölz 16 Standort KG: Niederwölz     | | BDA-Hist.: Q38046922 Status: § 2a Stand der BDA-Liste: 2025-06-30 Name: Pfarrhof GstNr.: .26                                                                   |
| ja   | Datei hochladen | Ehem. Mesnerhaus HERIS-ID: 77879 Objekt-ID: 91514                                    | Niederwölz 28 Standort KG: Niederwölz     | | BDA-Hist.: Q38150691 Status: § 2a Stand der BDA-Liste: 2025-06-30 Name: Ehem. Mesnerhaus GstNr.: 318/2                                                         |
| ja   | Datei hochladen | Annenkapelle (Siglkapelle) HERIS-ID: 78019 Objekt-ID: 91660                          | bei Niederwölz 32 Standort KG: Niederwölz | | BDA-Hist.: Q38151148 Status: § 2a Stand der BDA-Liste: 2025-06-30 Name: Annenkapelle (Siglkapelle) GstNr.: 725/4                                               |
| ja   | Datei hochladen | Bahnhof Niederwölz HERIS-ID: 78040 Objekt-ID: 91682                                  | Niederwölz 57 Standort KG: Niederwölz     | | BDA-Hist.: Q38151198 Status: § 2a Stand der BDA-Liste: 2025-06-30 Name: Bahnhof Niederwölz GstNr.: .152 Bahnhof Niederwölz-Oberwölz                            |